# أتل بيديرسين
أتل بيديرسين (بالنرويجية: Atle Pedersen)‏ (و. 1964  م) هو راكب دراجة هوائية، وصحفي نرويجي، ولد في لارفيك، شارك في الألعاب الأولمبية الصيفية 1988.

## روابط خارجية
- أتل بيديرسين على موقع أرشيف الدراجات (الإنجليزية)
- أتل بيديرسين على موقع إحصائيات الدراجات الإحترافية (الإنجليزية)
- أتل بيديرسين على موقع اللجنة الأولمبية الدولية (الإنجليزية)
- أتل بيديرسين على موقع أوليمبيديا (الإنجليزية)